# Andries Carpentière

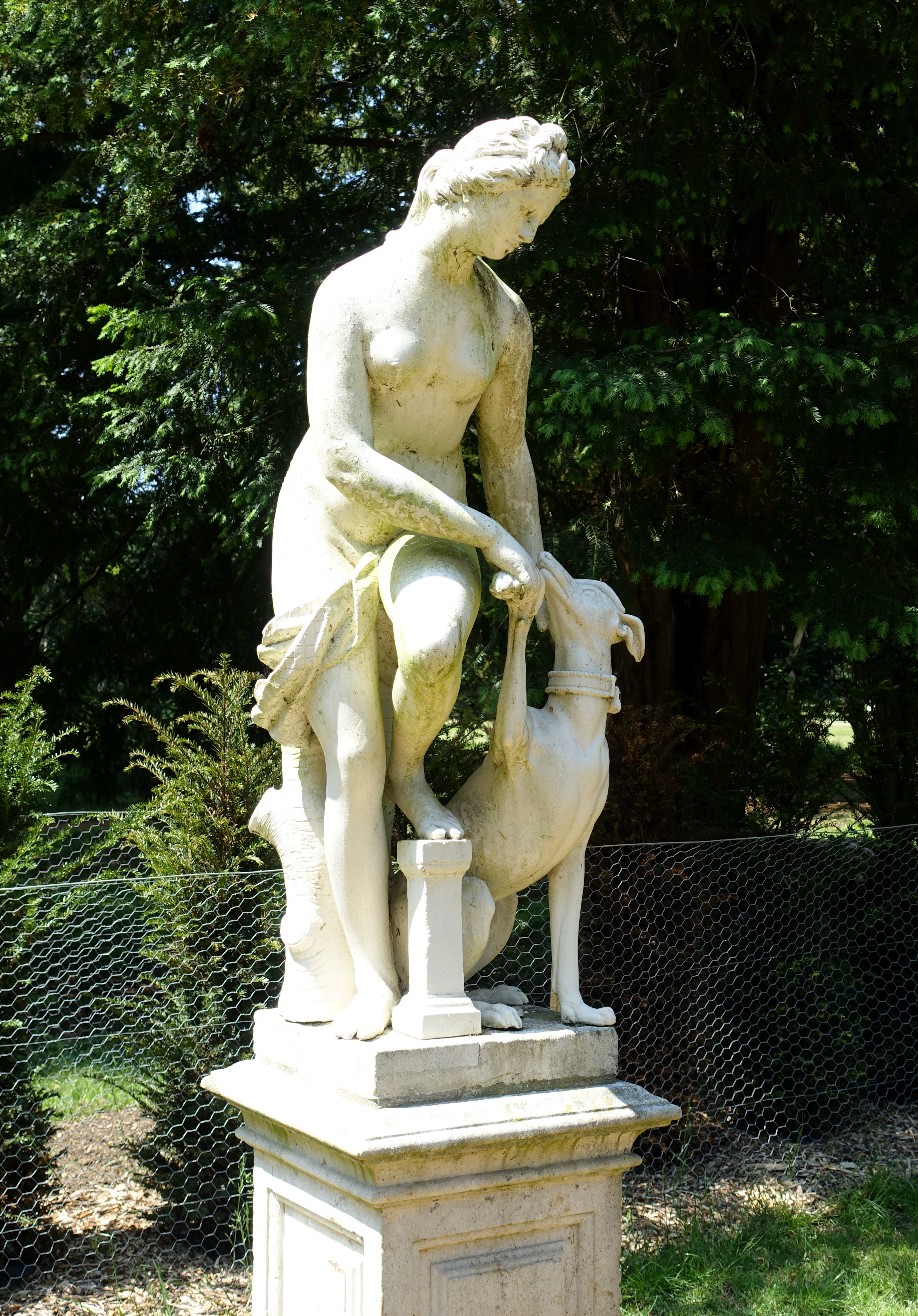
Diana, di Andries Carpentière (Andrew Carpenter), nella città di Silsoe (Bedfordshire), più precisamente nell'area verde di Wrest Park.

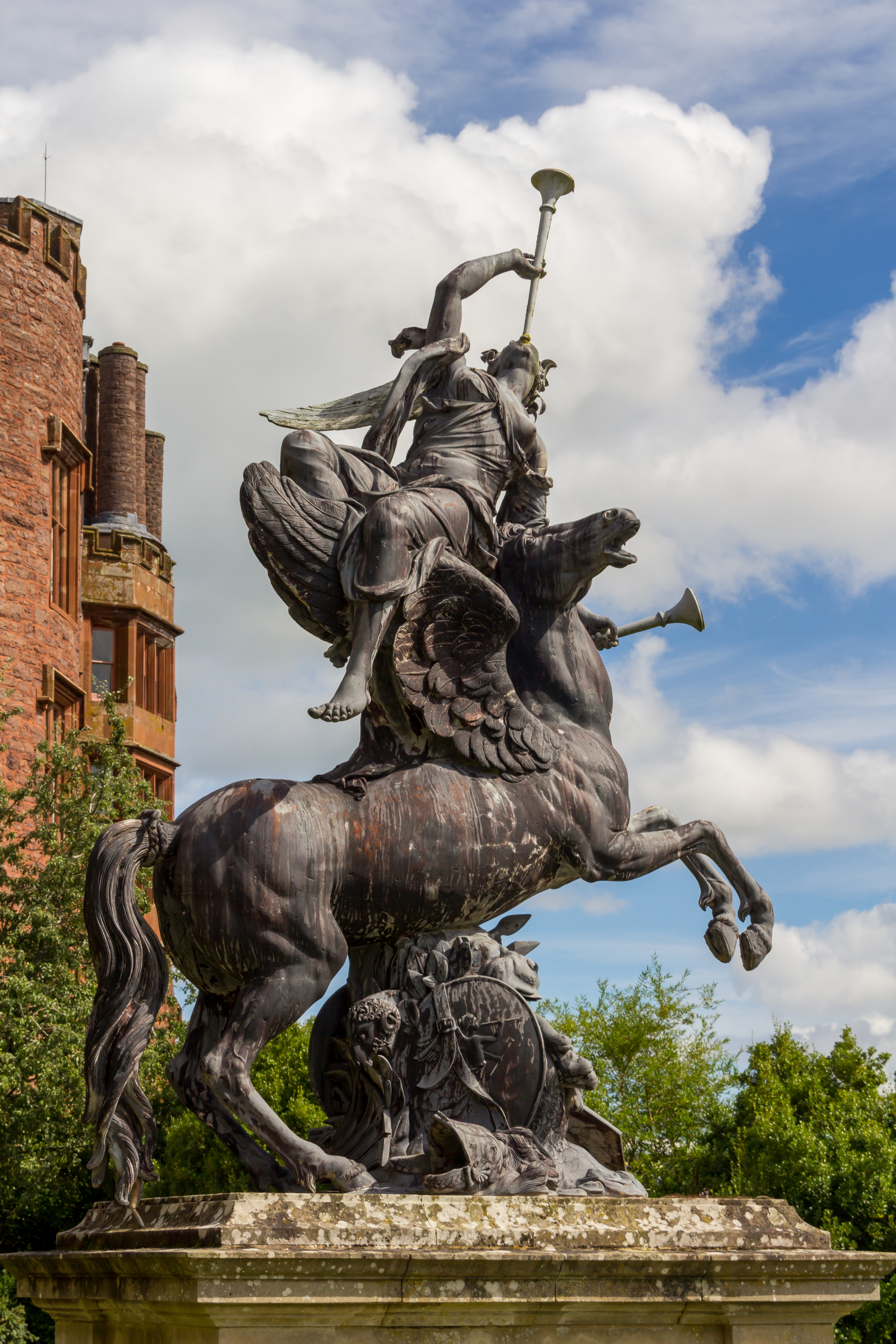
Allegoria equestre della Fama, situata all'ingresso del Castello di Powis, nel Galles.

Andries Carpentière o Charpentière, o ancora Andrew Carpenter (anglicizzato) (1672 – 1737), è stato uno scultore inglese con ascendenza francese od olandese, attivo in Gran Bretagna nella prima metà del XVIII secolo.

## Biografia
Fu documentato per la prima volta a Londra nel 1702. Per alcuni anni lavorò come assistente di John Nost, prima di organizzare un proprio studio. Nel 1714 avviò un'attività di produzione di statue in piombo a Piccadilly, e così realizzò diverse sculture da giardino. Lavorò su commissione alla tenuta Cannons (nel Middlesex) per conto di James Brydges, I Duca di Chandos, e a Wrest Park.

## Opere
- Venere – Lyme Park;
- La Fama – Castello di Powis;
- Cappella funebre di Sir John Crewe (attribuzione) – Chiesa di Sant'Elena a Tarporley;
- Meleager;
- Cappella gentilizia della famiglia Booth alla Chiesa di Santa Maria Vergine a Bowdon, frazione di Altrincham (Grande Manchester)[3].